# Gültekin Uysal
Gültekin Uysal (ur. 1976 w Afyonkarahisarze) – turecki polityk i politolog, deputowany, przewodniczący Partii Demokratycznej.

## Życiorys
Ukończył szkołę średnią w Stambule. Studiował politologię na University of Houston, następnie został absolwentem wydziału administracji publicznej i nauk politycznych prywatnej uczelni Bilkent Üniversitesi. Działał w różnych organizacjach pozarządowych, zajmował się także tłumaczeniami. W 2003 został przewodniczącym pozaparlamentarnej Partii Słusznej Drogi w prowincji Afyonkarahisar. W 2009 wszedł w skład zarządu głównego powstałej głównie na bazie tej formacji Partii Demokratycznej. W 2012 objął funkcję przewodniczącego demokratów. W wyborach parlamentarnych w 2018 uzyskał mandat posła do Wielkiego Zgromadzenia Narodowego Turcji, będąc kandydatem Dobrej Partii (w ramach jej porozumienia ze swoim ugrupowaniem).